# リンドス
リンドス（ギリシア語: Λίνδος）は、エーゲ海のドデカネス諸島ロドス島東岸にあるギリシャの町および考古遺跡。ロドス市から南に約55kmの位置にあり、風光明媚な海岸があることから観光地として知られている。
現代の町より小高いアクロポリスがあり、天然の要塞として古代ギリシア、ローマ帝国、東ローマ帝国、聖ヨハネ騎士団、オスマン帝国が利用してきた。このため、発掘とその考古学的解釈が難しくなっている。アクロポリスからは周囲の港や海岸線が見渡せる。

## 歴史
紀元前10世紀ごろ、トレーポレモスに率いられたドーリア人がリンドスを建設したといわれている。このあたりに建設されたドーリア人のヘクサポリスの1つである。ロドス島の東岸にあることから、紀元前8世紀ごろにはギリシア人とフェニキア人の交易の場として栄えた。紀元前5世紀末にはロドス市が建設され、徐々にそちらに中心が移っていった。
古典期には巨大なアテーナー・リンディアの神殿が建設され、紀元前300年ごろに最終的な形に達した。ヘレニズム期とローマ帝国時代には神殿にさらに建物が追加されて大きく発展していった。中世初期にはそれらの建物が使われなくなり、14世紀にはその廃墟の上に聖ヨハネ騎士団が要塞を建設し、オスマン帝国と対峙した。

## 主な遺跡

### アクロポリス

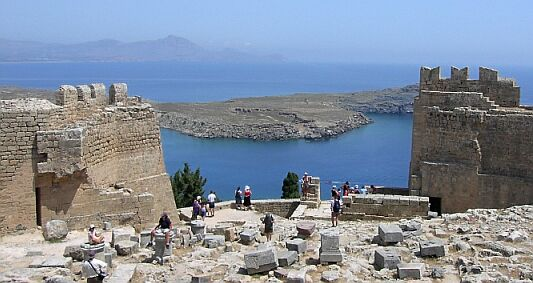
アクロポリスからの眺め

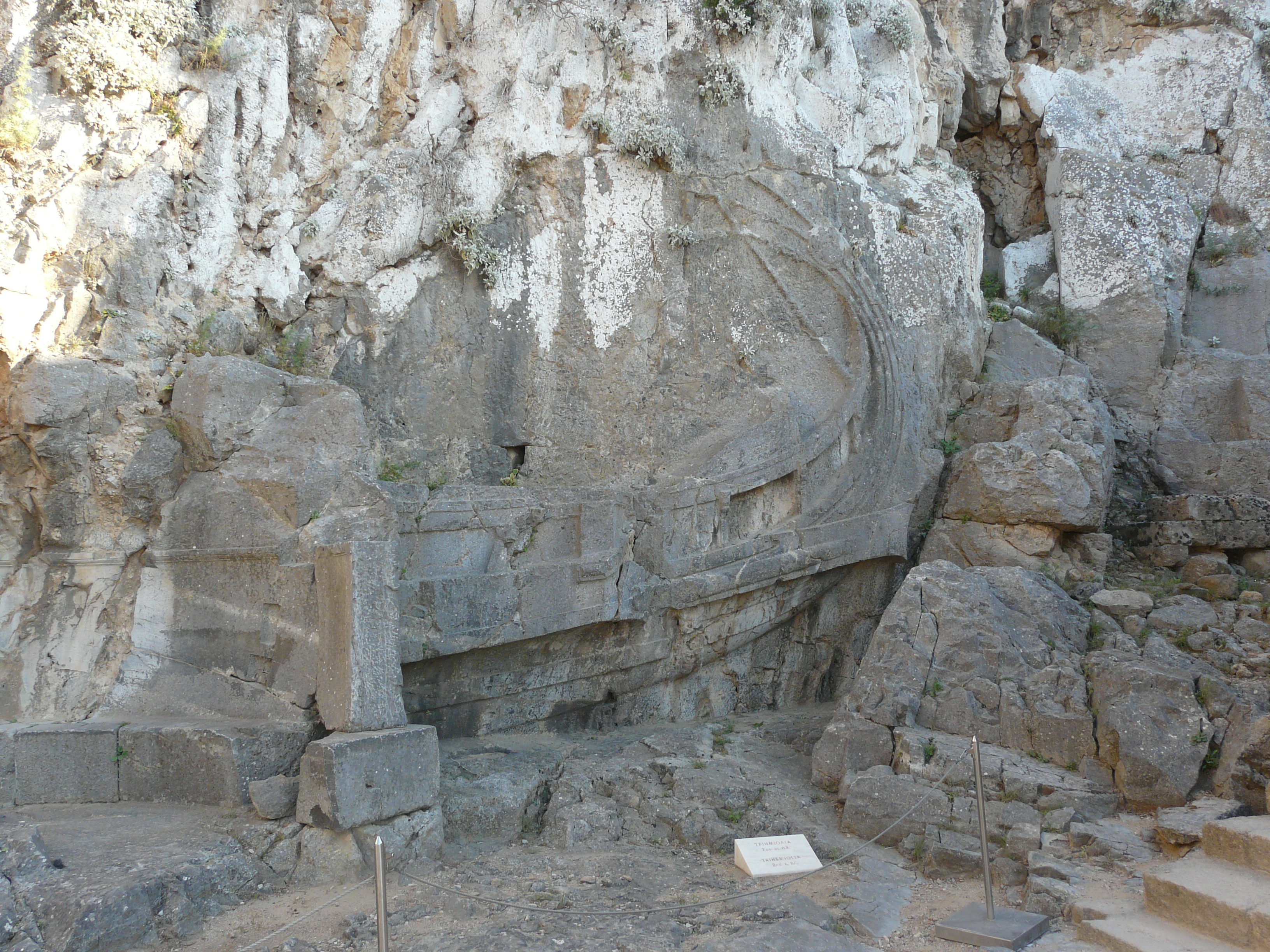
三段櫂船のレリーフ

リンドスのアクロポリスでは今も次のような建物の一部が見られる。
- アテーナー・リンディアのドーリス式神殿。紀元前300年ごろ、それ以前にあった神殿の場所に建設された。神殿内部には捧げものを置くテーブルとアテーナーの像があった。
- 聖域への入口（プロピュライア）。紀元前4世紀ごろ。大きな階段を登ったところにDの字形の柱廊と5つの戸口のある壁がある。
- ヘレニズム期の両翼が広がった形の柱廊。紀元前200年ごろ。全長87メートルで42本の柱がある。
- ロドス式の三段櫂船（軍艦）のレリーフ。アクロポリスに上がっていく階段の下の方の脇の岩壁に彫られている。船首には将軍 Hagesander の像が彫られている。彫刻家は Pythokritos。紀元前180年ごろ。
- アクロポリスの主考古発掘エリアへと向かうヘレニズム期の階段。紀元前2世紀。
- ローマ神殿の遺跡。ディオクレティアヌス帝を祀ったものと見られ、紀元300年ごろのものとされている。
- ヘレニズム期のアクロポリスを取り囲む壁があり、同時代のプロピュライアと階段がそこに通じている。ローマ時代の碑文があり、紀元2世紀のアテネの聖職者 P Aelius Hagetor が壁と塔を修理したと書かれている。
- 聖ヨハネ騎士団の城。1317年より以前に東ローマ帝国時代の要塞の基礎の上に建てられた。城壁と塔は天然の断崖に沿って作られている。南側の五角形の塔は島の南の港、市街地、道路などが見渡せるようになっていた。東の海に面した位置に大きな丸い塔があり、城壁の北東部にさらに2つの塔があった。現存する塔は南西端と西にある2つの塔だけである。
- 正教会の教会。13世紀から14世紀ごろ。それ以前にあった教会の廃墟の上に建てられている。古い方の教会は6世紀以降に建てられたものと見られている。
- 映画『ナヴァロンの要塞』は一部ここで撮影されている。

### 発掘

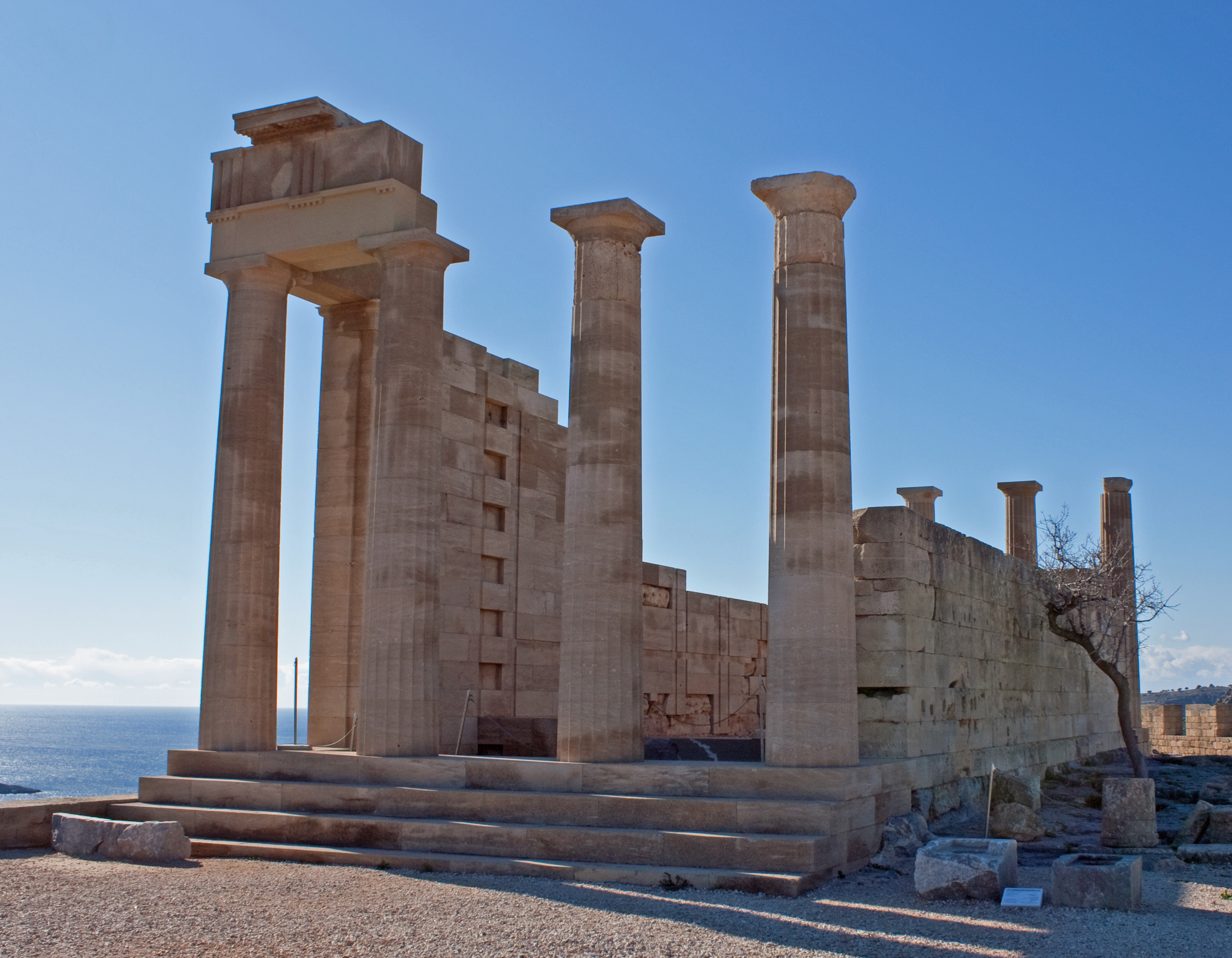
アテーナー・リンディアのドーリア式神殿

リンドスでの発掘は1900年から1914年、K.F. Kinch と Christian Blinkenberg の指揮でデンマークのカールスバーグ研究所が行った。アクロポリスは岩盤に当たるまで発掘し、全ての建物の基礎をむき出しにした。
イタリアがロドス島を支配した時代（1912年から1945年）にはアクロポリスの復元作業が行われたが、その結果は不完全なもので、歴史的記録を破壊しただけだった。北東端のアテーナー神殿が復元された。プロピュライアに登っていく階段が復元され、ヘレニズム期の多くの柱が立て直された。しかし、岩盤をコンクリートで覆い、石のブロックは元々発見された場所から移され、壁の復元に使われた。
現代の基準からするとこの復元は出土したものに関する十分な検証もせずに行われており、損害を与える結果となっている。近年ギリシャ文化省の監督の下で国際的な考古学チームが正しい復元と保護のために働いている。